# Sylvanus Nimely
Sylvanus Nimely est un footballeur international libérien né le 4 septembre 1998 à Monrovia. Il évolue au poste d'attaquant au FK Sumgayit.

## Biographie

### En club
Le 23 février 2017, il signe en faveur du Spartak Moscou. Il fait ses débuts en championnat le 29 octobre 2018 contre le Rubin Kazan.

### En sélection
Il fait ses débuts en équipe du Liberia le 7 septembre 2013, en entrant à la soixante-dixième minute à la place de Samuel Thompson, lors d'un match des éliminatoires du mondial 2014 contre l'Angola, au Stade national de Tundavala.

## Statistiques
| Saison                | Club                  | Championnat           | Championnat | Championnat | Coupe(s) nationale(s) | Coupe(s) nationale(s) | Compétition(s) continentale(s) | Compétition(s) continentale(s) | Compétition(s) continentale(s) | Total | Total |
| Saison                | Club                  | Division              | M.          | B.          | M.                    | B.                    | Comp.                          | M.                             | B.                             | M.    | B.    |
| 2016-2017             | MFK Karviná           | D1                    | -           | -           | 1                     | 0                     | -                              | -                              | -                              | 1     | 0     |
| Sous-total            | Sous-total            | Sous-total            | -           | -           | 1                     | 0                     | -                              | -                              | -                              | 1     | 0     |
| 2016-2017             | Spartak-2 Moscou      | D2                    | 11          | 1           | -                     | -                     | -                              | -                              | -                              | 11    | 1     |
| 2017-2018             | Spartak-2 Moscou      | D2                    | 29          | 5           | -                     | -                     | -                              | -                              | -                              | 29    | 5     |
| 2018-2019             | Spartak-2 Moscou      | D2                    | 29          | 8           | -                     | -                     | -                              | -                              | -                              | 29    | 8     |
| 2019-2020             | Spartak-2 Moscou      | D2                    | 24          | 6           | -                     | -                     | -                              | -                              | -                              | 24    | 6     |
| 2020-2021             | Spartak-2 Moscou      | D2                    | 10          | 2           | -                     | -                     | -                              | -                              | -                              | 10    | 2     |
| Sous-total            | Sous-total            | Sous-total            | 103         | 22          | -                     | -                     | -                              | -                              | -                              | 103   | 22    |
| 2018-2019             | Spartak Moscou        | D1                    | 1           | 0           | -                     | -                     | -                              | -                              | -                              | 1     | 0     |
| Total sur la carrière | Total sur la carrière | Total sur la carrière | 104         | 22          | 1                     | 0                     | -                              | -                              | -                              | 105   | 22    |